# Rawson (Ohio)
Rawson és una població dels Estats Units a l'estat d'Ohio. Segons el cens del 2000 tenia 465 habitants.

## Demografia
Segons el cens del 2000, Rawson tenia 465 habitants, 159 habitatges, i 127 famílies. La densitat de població era de 448,8 habitants/km².
Dels 159 habitatges en un 43,4% hi vivien nens de menys de 18 anys, en un 65,4% hi vivien parelles casades, en un 11,3% dones solteres, i en un 19,5% no eren unitats familiars. En el 16,4% dels habitatges hi vivien persones soles el 6,9% de les quals corresponia a persones de 65 anys o més que vivien soles. El nombre mitjà de persones vivint en cada habitatge era de 2,92 i el nombre mitjà de persones que vivien en cada família era de 3,21.
Per edats la població es repartia de la següent manera: un 32% tenia menys de 18 anys, un 8% entre 18 i 24, un 32,3% entre 25 i 44, un 17% de 45 a 60 i un 10,8% 65 anys o més.
L'edat mediana era de 33 anys. Per cada 100 dones de 18 o més anys hi havia 96,3 homes.
La renda mediana per habitatge era de 42.969 $ i la renda mediana per família de 43.542 $. Els homes tenien una renda mediana de 31.528 $ mentre que les dones 22.500 $. La renda per capita de la població era de 14.259 $. Aproximadament el 6,3% de les famílies i el 5,9% de la població estaven per davall del llindar de pobresa.

## Fills Il·lustres
- Cassius Jackson Keyser (1862-1947), matemàtic i lògic.

## Poblacions més properes
El següent diagrama mostra les poblacions més properes.